# Skarface
Skarface ist eine französische Ska-Band, die im Jahre 1991 gegründet wurde.

## Name
Der Name der Band leitet sich vom englischen „Scarface“ (deutsch Narbengesicht) ab und ist eine Anspielung auf die gespielte Musikrichtung des Ska. Der Name ist allerdings auch eine Anspielung auf den Mafia-Film Scarface, um an das Mafia-Image der 1980er Skawelle anzuknüpfen.

## Musik
Die Texte von Skarface handeln von menschlichen Werten, Respekt und Anteilnahme und sprechen eine klare Sprache gegen Gewalt. Die Band bezeichnet sich selbst als unpolitisch. Doch aufgrund der Tatsache, dass einige Mitglieder der Band Skinheads sind, wurde die Band oftmals abgelehnt, was aber bei näherem Betrachten und genauerem Hinhören geradezu unsinnig erscheint.
Nach mehr als elf Alben und Dutzenden von Compilations ist die Band auch heute noch aktiv und gibt Konzerte in der ganzen Welt (z. B. China, Russland, Griechenland, Japan, USA, Kanada und Europa).

## Sonstiges
Der Titel des Albums „Skankuat Nec Mergitur“ ist eine Abwandlung der Sentenz „fluctuat nec mergitur“ (lateinisch für „es schwimmt, aber sinkt nicht“). Dieser Satz steht unter dem Schiff, welches der französischen Hauptstadt Paris als Emblem dient.
Die Abwandlung soll darauf anspielen, dass Skarface nach so vielen Alben noch immer mit voller Pracht und Kraft im Musikgeschäft ist.

## Diskografie
- 1992: Cheap Pounk Skaaaaaa!
- 1993: Hold up in Skacity
- 1994: Live, Panic & Chaos
- 1995: Sex, Scooters & Rock'n'Roll
- 1996: Skankuat Nec Mergitur!!!!!
- 1997: Skuck off!!
- 1998: Full Fool Rules
- 1999: Best & Next
- 2000: Last Music Warrior
- 2002: Merci (CD Aniversario)
- 2003: Mythic Enemy #1
- 2003: Skarface/Tornados
- 2005: Live at Tochka Club (Moscow) (DVD)
- 2008: Longlife Legendary Bastards
- 2009: Split-EP mit Quartier Libre, Crapoulet Records